# Ribby-with-Wrea
Ribby-with-Wrea est une paroisse civile du Lancashire, en Angleterre.